# Wohn- und Wirtschaftsgebäude Hurreler Straße 32
Das Wohn- und Wirtschaftsgebäude Hurreler Straße 32 in Hude-Hurrel wurde Mitte des 19. Jahrhunderts gebaut.
Das Gebäude wird auch heute (2024) als Bauernhaus genutzt.
Das Gebäude steht unter Denkmalschutz (siehe auch Liste der Baudenkmale in Hude (Oldenburg)).

## Geschichte
Das eingeschossige Gebäude in Fachwerk als Zweiständer-Hallenhaus mit Steinausfachungen, sowie reetgedecktem Krüppelwalmdach und Niedersachsengiebel mit Uhlenloch und niedersächsischen Pferdeköpfen wurde um 1850 gebaut.
Das Niedersächsische Landesamt für Denkmalpflege befand: „… eine geschichtliche Bedeutung … als beispielhaftes Hallenhaus …“